# Namibian Sun
Namibian Sun is een Namibisch dagblad. De Engelstalige krant kan beschouwd worden als een tabloid en richt zich op een jong publiek. Bij haar oprichting in 2007 had ze een oplage van 36.000 exemplaren. Het is een onderdeel van Democratic Media Holdings die ook de dagbladen Republikein en Allgemeine Zeitung bezit. De hoofdredacteur van het blad is Jan Poolman.